# Сагель Га-Коген
Сагель бен Мацліах Га-Коген (івр. סהל בן מצליח הכהן) (910—990), також відомий як Абу аль-Сарі — караїмський філософ і письменник.
Народився в Єрусалимі, належав до рехабітів і був одним з апостолів караїмів, які багато подорожували, щоб завоювати нових прихильників караїзму і тим самим зміцнити віру своїх основних релігіоністів. Він відрізнявся глибокими знаннями біблійної та постбіблійної літератури, був майстром арабської мови. Хоча він був одним з ворогів Саадії Гаона, більшість його атак були спрямовані проти Самуїла бен Якоба, вихованця гаона. Предметом його полеміки, як і попередників, було скасування законів очищення та запалення вогнів та набору води в суботу. Він часто дорікає рабиністам за те, що вони проповідували та навчали заради наживи, стверджуючи, що їх цілі не такі вільні від егоїзму, як цілі караїмів. Полеміка Сагала проливає багато світла на ступінь розкутості релігійних церемоній, поширених у його часи. Таким чином, він скаржиться на рабинів, що в багатьох питаннях вони відкрито робили спільну справу з неєвреями і тим самим збивались з дорогого дотримання дієтичних законів.
Сагал особливо цікавився календарями, і в одному зі своїх творів розглядається вся суперечка між рабином Мейром з Єрусалиму та Саадією, щоб привернути увагу до примирення у палестинських євреїв. Він зробив цінні послуги караїзму, встановивши чотири основоположні принципи екзегетики. Ці чотири принципи були:
1. особливий акцент робиться на буквальному тлумаченні Писання;
2. спекуляція;
3. висновок за аналогією (гекеш);
4. згода сукупності.

За цими принципами він зробив можливим прийняття караїзмом багатьох рішень, яких немає в Біблії, а також вніс багато змін у церемоніал.
Сагель Га-Коген був автором таких робіт:
- «Мішне Тора», коментар до П'ятикнижжя (згадується в «Orḥot Ẓaddiḳim», с. 24б; див. Саломон Мунк, «Повідомлення сюр Абула Валіда Мервана ібн Джанаха», iv. 6;
- коментар до книг Ісаї та Даниїла (часто згадується в «Бааль га-Мібхар» Аарона бен Йосифа);
- «Sefer Dinim» (копія цієї роботи, якою володіє доктор Мунк, має назву «Sefer ha-Miẓwot» і приписується Самуелю Рофе);
- «Sefer ha-Miẓwot»;
- граматико-лексичний твір під назвою «Лешон Ліммудін» (Fürst, «Gesch. des Kaiäert.» ii.91);
- «Sefer Diḳduḳe», єврейська граматика;
- довгий лист проти Якова бен Самуїла, протестуючи проти публічної образи та зловживань (знайдений Ілією Єрушалмі в Єрусалимі);
- десять неопублікованих відповідей проти Ілії Єрушалмі;
- вірш проти рабинітів, ім'я якого дано акровіршом;
- «Iggeret Toḥakat» або «Sefer Toḥakat».